# Associazione Calcio Femminile Roma 1985
Questa voce raccoglie le informazioni riguardanti la Associazione Calcio Femminile Roma nelle competizioni ufficiali della stagione 1985.

## Rosa
Rosa incompleta tratta da tre formazioni pubblicate dal Trani 80.
| N. |                   | Ruolo | Calciatrice       |
| -- | ----------------- | ----- | ----------------- |
| 11 | Italia (bandiera) | A     | Simona Angelucci  |
|    | Italia (bandiera) |       | Annibaldi         |
|    | Italia (bandiera) | C     | Patrizia Boileau  |
| 6  | Italia (bandiera) | C     | Angela Comparcola |
|    | Italia (bandiera) |       | Di Battista       |
| 1  | Italia (bandiera) | P     | Roberta Granieri  |
| 5  | Italia (bandiera) | C     | Nazzarena Grilli  |
| 8  | Italia (bandiera) | A     | Teresa Lonero     |
|    | Italia (bandiera) |       | Cristina? Marini  |
| 10 | Italia (bandiera) | D     | Patrizia Mudanò   |

| N. |                   | Ruolo | Calciatrice         |
| -- | ----------------- | ----- | ------------------- |
| 10 | Italia (bandiera) | A     | Sandra Pierazzuoli  |
| 11 | Italia (bandiera) | A     | G. Proietti         |
| 2  | Italia (bandiera) | D     | Paola Proietti      |
|    | Italia (bandiera) | D     | Anna Russo          |
| 3  | Italia (bandiera) | D     | Antonietta Serrenti |
| 6  | Italia (bandiera) | C     | Maria Sossella      |
| 7  | Italia (bandiera) | A     | Ernesta Venuto      |
| 9  | Italia (bandiera) | A     | Elisabetta Vignotto |
| 1  | Italia (bandiera) | A     | Sandra Zenari       |